# Haumania
Haumania là một chi thực vật có hoa trong họ Marantaceae.